# Malmska huset
Malmska huset är ett kontorshus vid Norra Hamngatan 4 i 13:e kvarteret Gamla Tullen, i stadsdelen Nordstaden i centrala Göteborg, tidigare även med en bostadsdel i två våningar. Fastighetsbeteckningen är Nordstaden 13:7. Tidigare beteckning var Kvarteret Gamla Tullen nr 7.
Byggnaden har kallats för Malmska huset efter  grosshandlaren Max Malm, som lät uppföra huset. Den 7 december 1987 blev huset byggnadsminne enligt Kulturmiljölagen.

## Historik
Byggnaden uppfördes 1882–83 av tegel i fyra våningar efter ritningar av arkitekten Adrian C. Peterson. Byggherre var grosshandlaren Max Malm, som inrättade sin bostad i de två översta och kontor i de två nedersta våningarna. Efter tio år flyttade familjen Malm från huset. Efter en ombyggnad år 1920 har huset enbart använts som kontor.
Förste kände ägare till Norra Hamngatan 4 var Christen, bror till  Lars Gathenhielm. Omkring år 1815 lät kommerserådet Niklas Björnberg bygga en handelsgård på tomten. Björnberg hade varit direktör i Ostindiska kompaniet under åren 1806–13. Han hade dessutom tjänar ihop en ansenlig förmögenhet på brännvinsbränning, vilket gjorde honom föga aktad hos allmänheten.
Från den 1 januari 2015 är ett konsortium av flera bolag nya ägare till fastigheten. Tidigare ägare var Mustad Fastighets AB sedan år 1918.

## Beskrivning
Då huset uppfördes var det den högsta byggnaden i kvarteret mot Norra Hamngatan. Rumsdispositionen speglar en förmögen mans bostadsideal i slutet av 1800-talet. Här fanns bland annat salong, kabinett, herrum och biljardrum. Huset utmärks av rik utsmyckning. Putsfasaden i nyrenässans har ett centralt halvcirkelformat burspråk i de båda översta våningarna. Två karyatider bär upp burspråket.
Fasaden är avfärgad i gult med mörkare rödgul nyans i rusticeringar och omfattningar. Taket är plåttäckt. På höjden avslutades huset ursprungligen av ett torn, vilket dock revs 1931. Mellan åren 1900–20 fungerade byggnaden som hyreshus för över 50 personer.

## Bilder

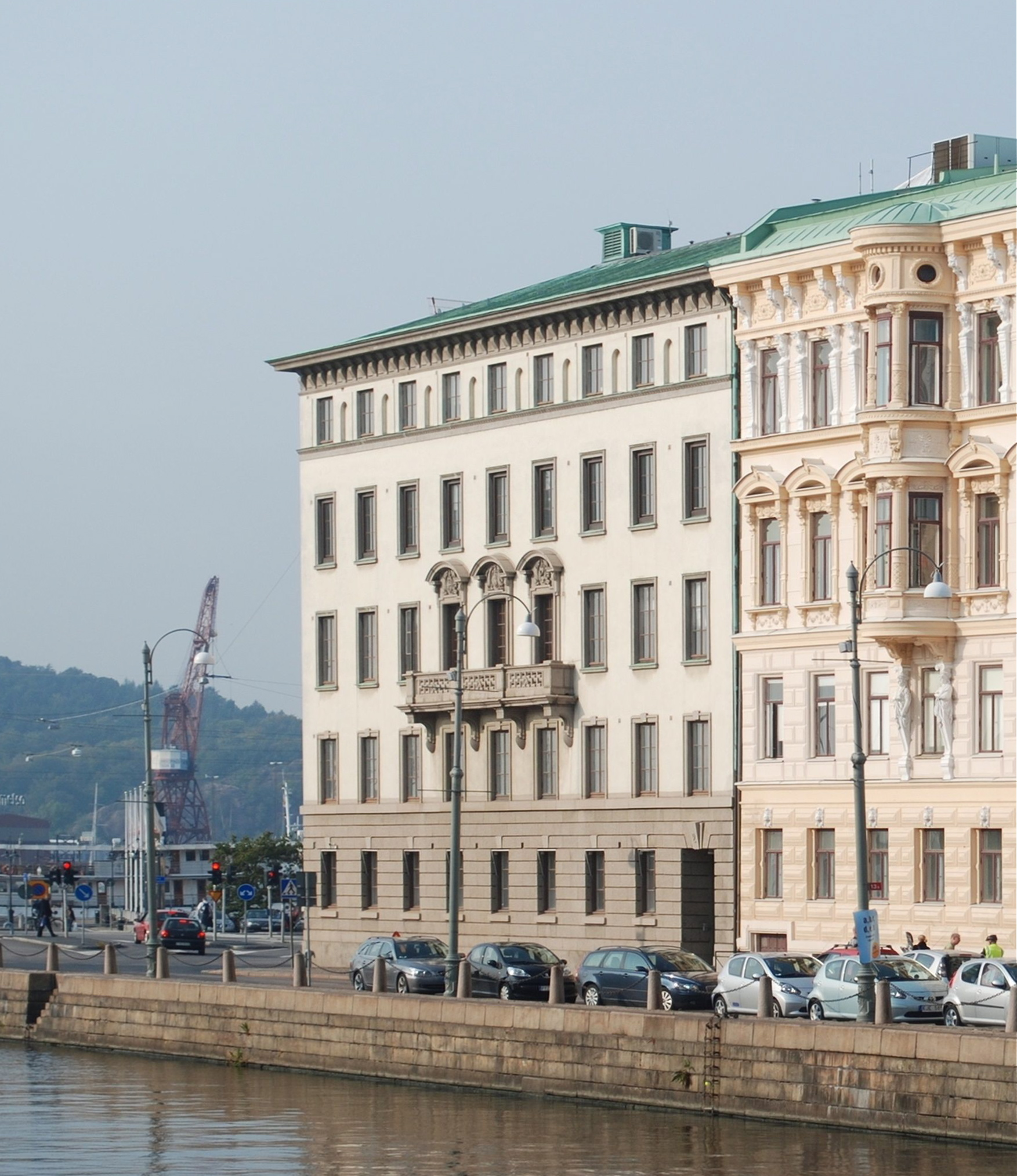
Norra Hamngatan 2 med Hovrätten för Västra Sverige. Huset byggdes om på 1920-talet för Broströmkoncernen.
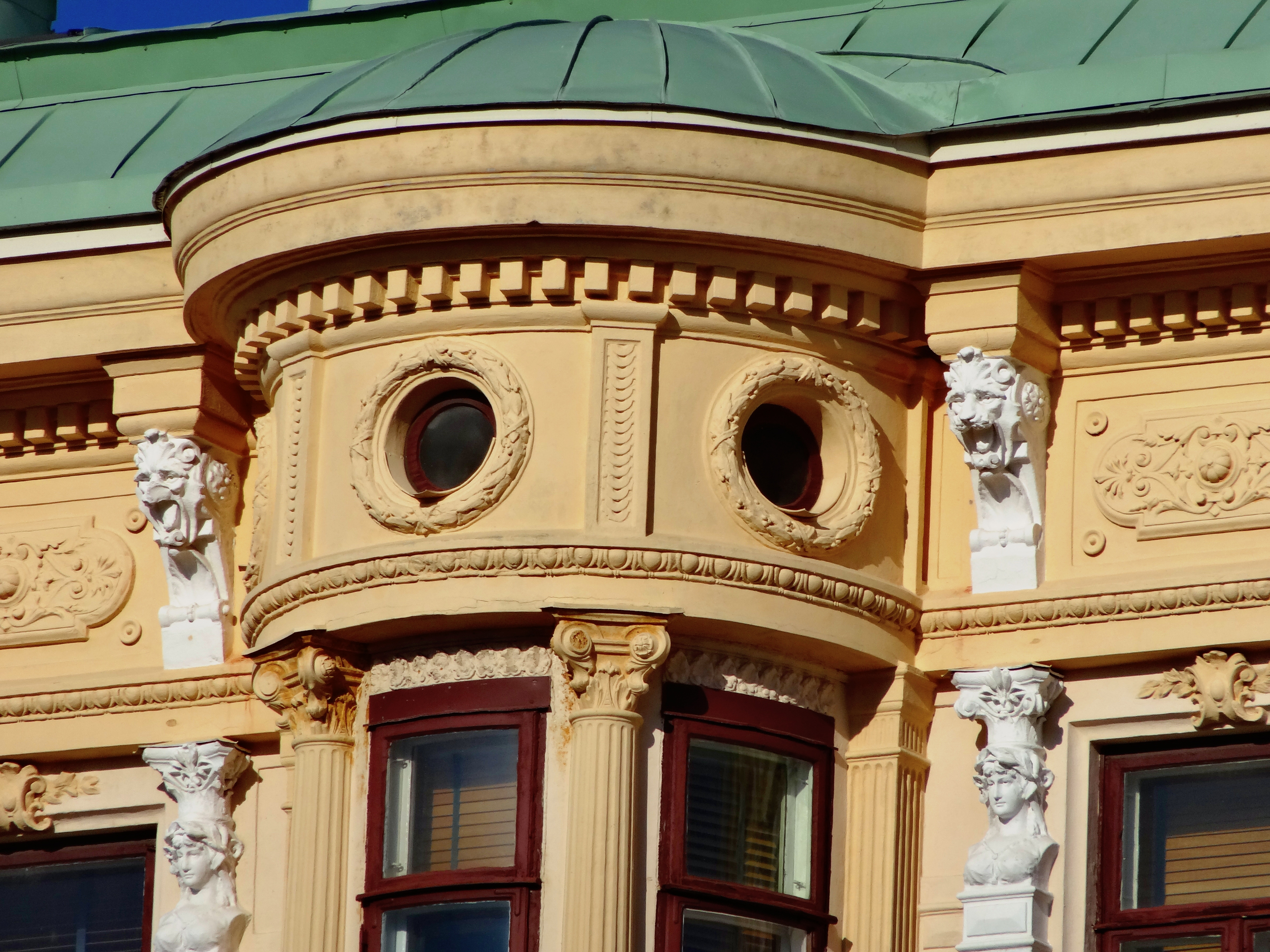
Byggnaden hade tidigare ett torn, men det togs bort 1931.
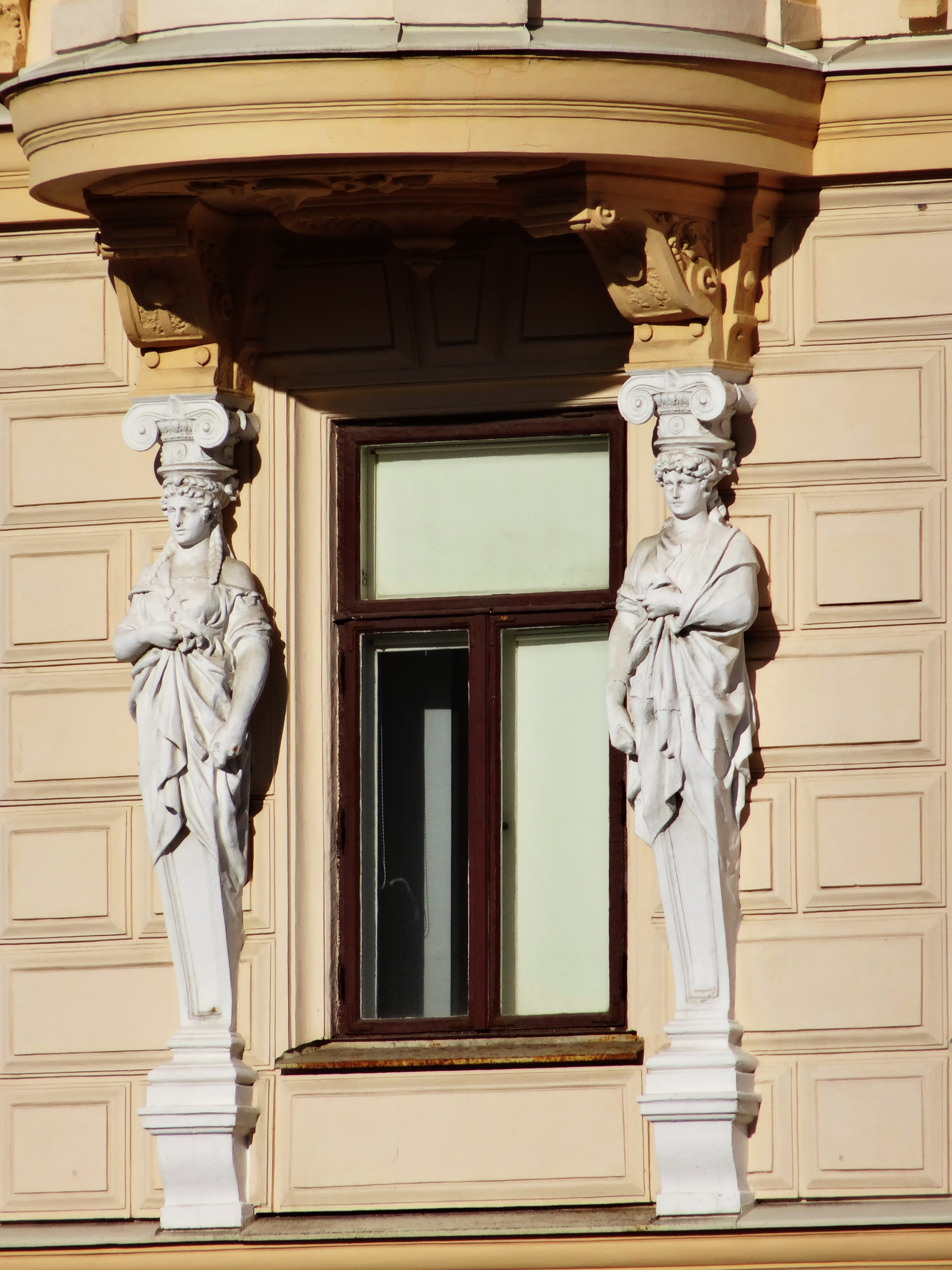
Två karyatider bär upp det centralt halvcirkelformade burspråket.
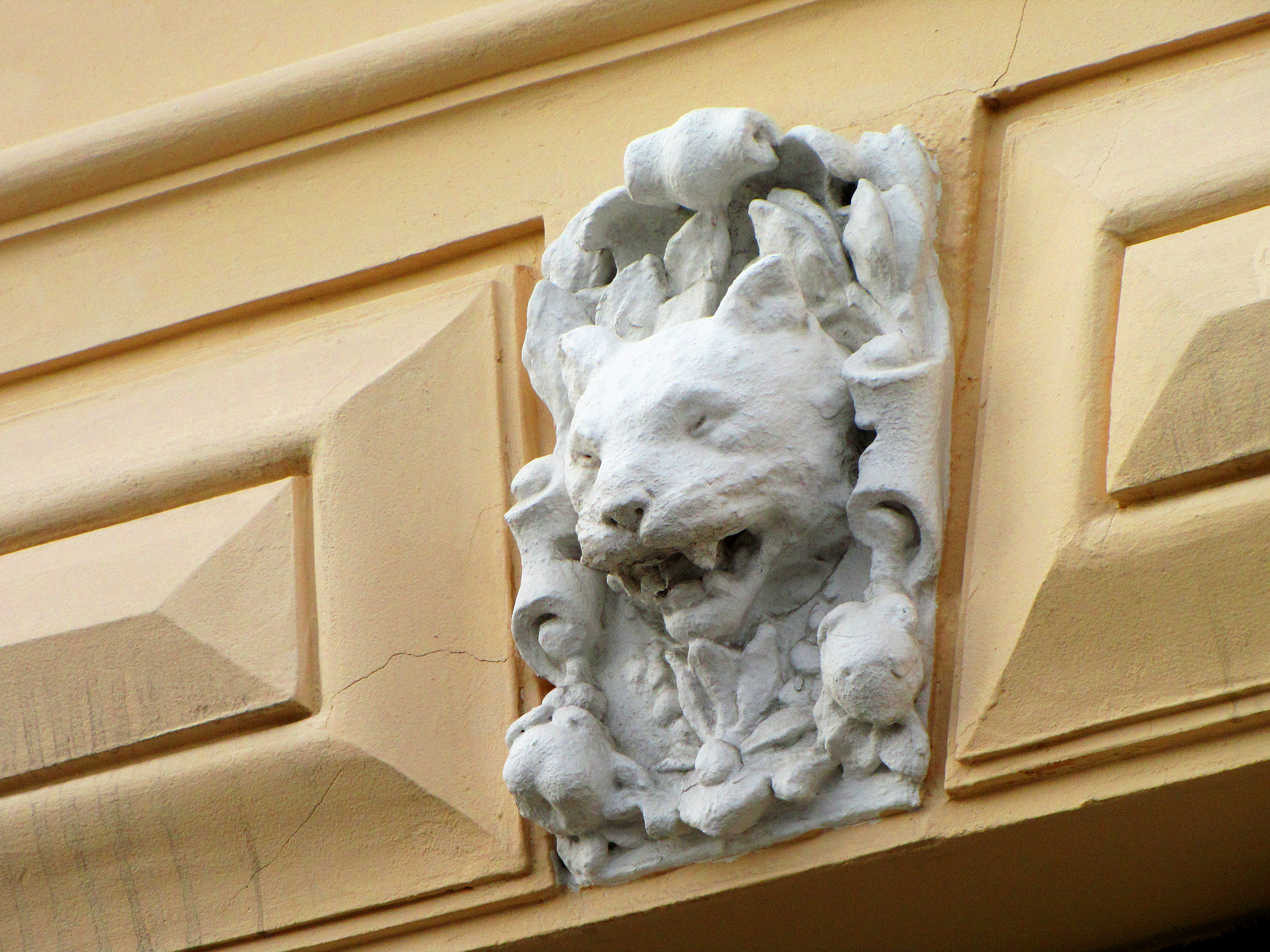
En av maskaronerna som pryder fasaden.
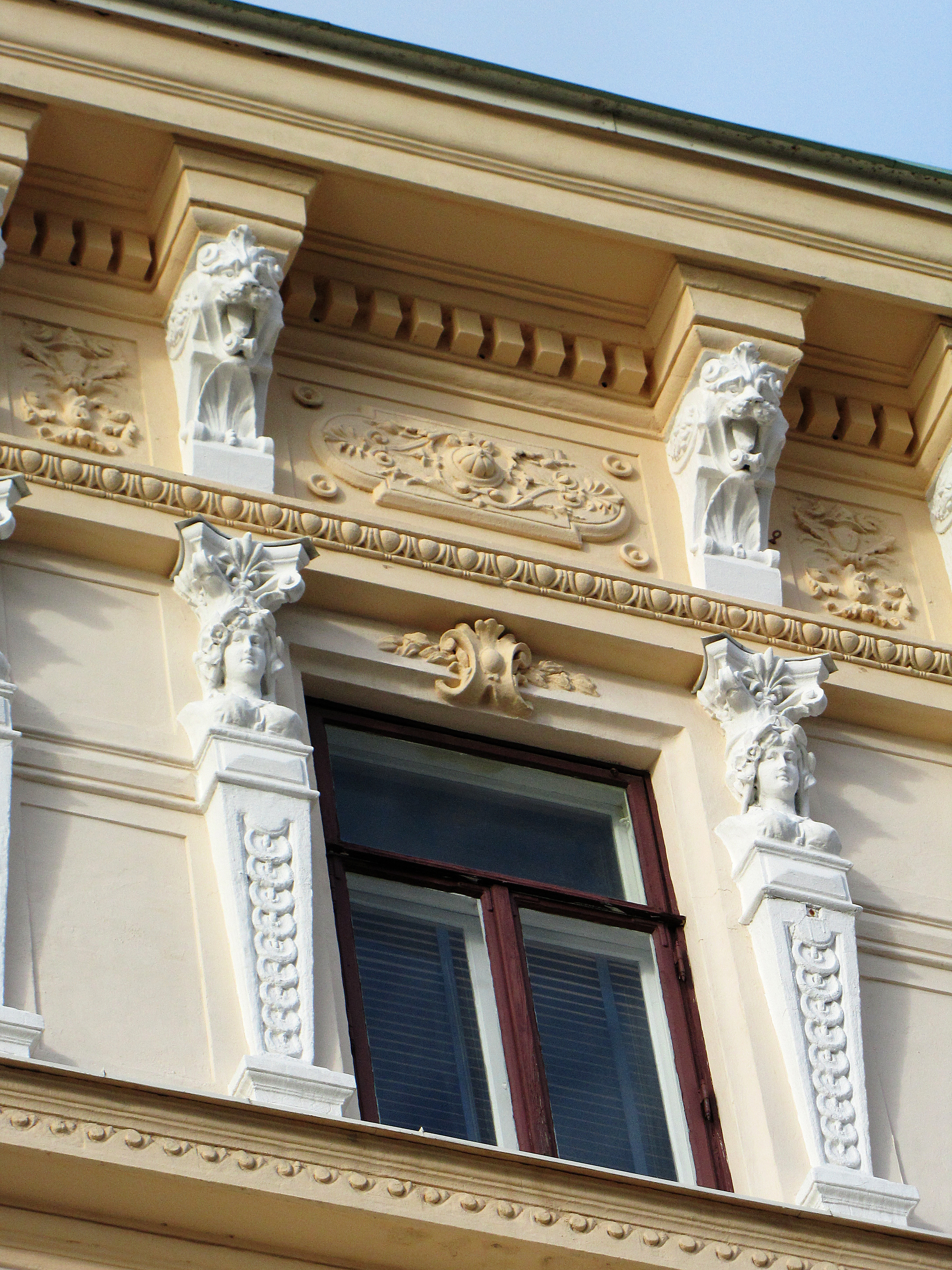
Två karyatider omger ett fönster på fjärde våningen och bär upp taklisten.
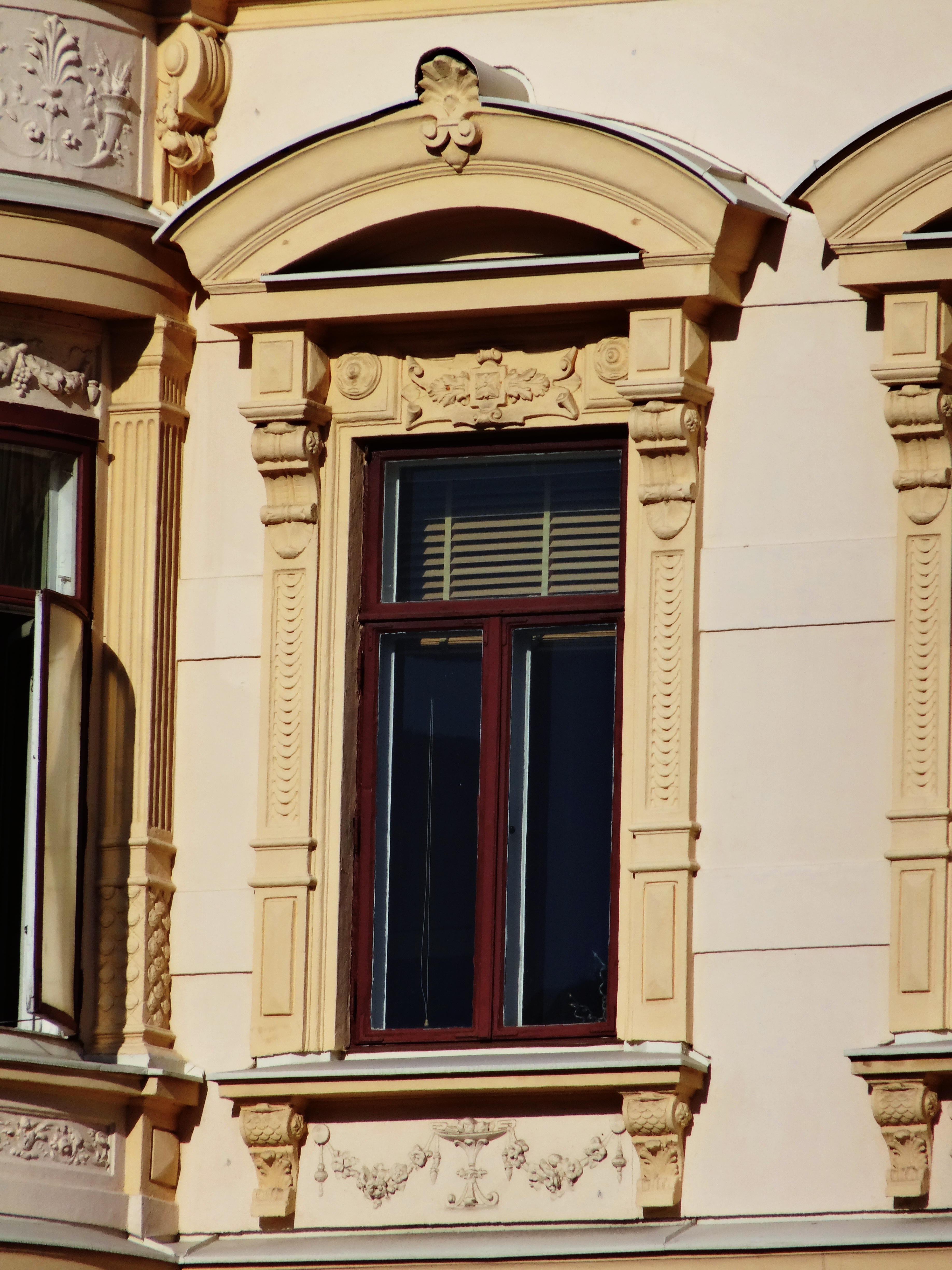
Fönstren i den tredje våningen har markerats kraftigt med pilastrar på ömse sidor och är krönta med segmentformade överstycken.
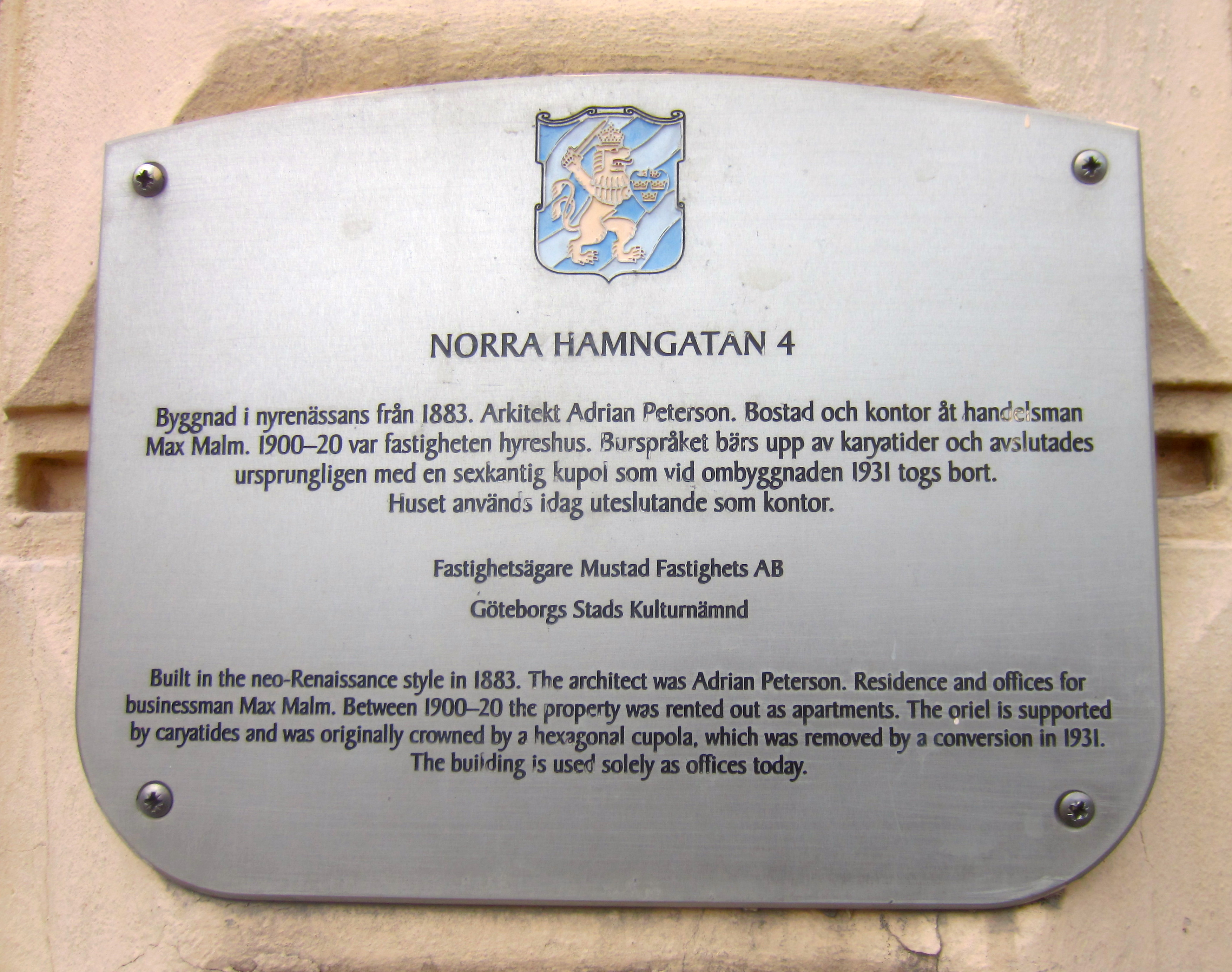
Plakett vid Malmska huset, Norra Hamngatan 4.
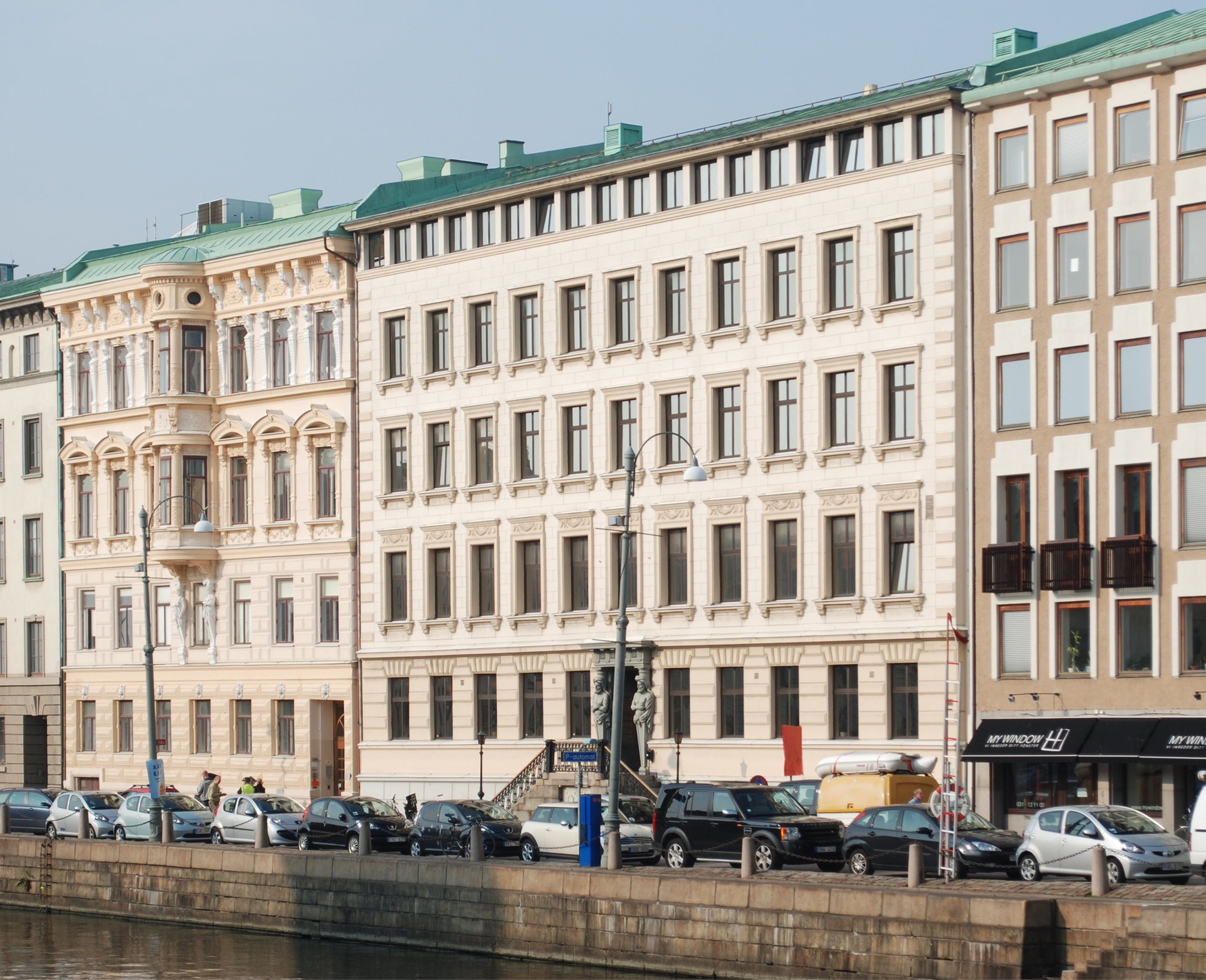
Thamska huset på Norra Hamngatan 6.